# Patrick Hogan (Politiker, 1885)
Patrick Hogan (irisch Pádraig Ó hÓgáin, * 10. Oktober 1885 in Kilmaley, County Clare; † 24. Januar 1969) war ein irischer Politiker der Irish Labour Party und ehemaliger Vorsitzender (Ceann Comhairle) des Unterhauses (Dáil Éireann).

## Biografie
Hogan kam aus einen Arbeiterhaushalt. 1901 führt der Census ihn als Botenjunge. Er schloss sich den Irish Volunteers an. Er wurde verhaftet und nach England überstellt. Ihm gelang aber die Rückkehr auf die irische Insel und kämpfte fortan für die Black and Tans im County Clare. Bei den Unterhauswahlen von 1923 gelang es ihm, für den Wahlkreis Clare und für die Irish Labour Party in den Dáil Éireann einzuziehen. Dort vertrat er bis zum Verlust seines Mandats 1938 zunächst 15 Jahre lang die Interessen des Wahlkreises County Clare. Zwischen 1938 und 1943 war er als Vertreter der Gruppe der Arbeitnehmer Mitglied des Senats (Seanad Éireann), ehe er 1943 wieder zum Abgeordneten des Unterhauses gewählt wurde und dort bis zu seinem Tode 1969 – mit einer Unterbrechung von 1944 bis 1948 nach einer Wahlniederlage – für weitere 22 Jahre wiederum den Wahlkreis des County Clare vertrat.
Bereits am 27. Oktober 1927 wurde er Stellvertretender Vorsitzender (Leas-Cheann Comhairle) des Unterhauses, trat aber ein knappes halbes Jahr später am 8. März 1928 von diesem Amt zurück. Allerdings war er erneut von 1932 bis 1938 Stellvertretender Parlamentspräsident.
Am 13. Juni 1951 wurde er Nachfolger von Frank Fahy als Vorsitzender (Ceann Comhairle) des Unterhauses (Dáil Éireann). Dieses Amt übte er bis zu seinem Rücktritt im Alter von fast 82 Jahren am 7. November 1967 aus und ist mit 16 Jahren Amtszeit nach Fahy der Unterhaussprecher mit der zweitlängsten Dienstzeit. Zugleich war er der erste Parlamentspräsident aus den Reihen der Irish Labour Party.